# Veseniće
Veseniće (izvirno srbsko Весениће) je naselje v Srbiji, ki upravno spada pod Občino Tutin; slednja pa je del Raškega upravnega okraja.

## Demografija
V naselju živi 309 polnoletnih prebivalcev, pri čemer je njihova povprečna starost 31,4 let (30,5 pri moških in 32,5 pri ženskah). Naselje ima 90 gospodinjstev, pri čemer je povprečno število članov na gospodinjstvo 5,00.
|  |

| Demografija | Demografija     | Demografija     |
| Leto        | Št. prebivalcev | Št. prebivalcev |
| ----------- | --------------- | --------------- |
|             |                 |                 |
|             |                 |                 |
|             |                 |                 |
|             |                 |                 |
| 1948        | 253             |                 |
| 1953        | 289             |                 |
| 1961        | 305             |                 |
| 1971        | 309             |                 |
| 1981        | 340             |                 |
| 1991        | 552             | 527             |
| 2002        | 562             | 450             |
|             |                 |                 |

| Etnična sestava po popisu iz leta 2002 | Etnična sestava po popisu iz leta 2002 | Etnična sestava po popisu iz leta 2002 | Etnična sestava po popisu iz leta 2002 | Etnična sestava po popisu iz leta 2002 |
| -------------------------------------- | -------------------------------------- | -------------------------------------- | -------------------------------------- | -------------------------------------- |
| Bošnjaki                               | Bošnjaki                               |                                        | 433                                    | 96,22%                                 |
| Muslimani                              | Muslimani                              |                                        | 16                                     | 3,55%                                  |
| Neznano                                | Neznano                                |                                        | 1                                      | 0,22%                                  |